# Tiếp thị radio
Radio Marketing hay Quảng cáo trên radio là 1 hình thức marketing xảy ra khi người bán hàng hoặc cung cấp dịch vụ trao đổi với đài phát thanh để đài phát quảng cáo của hoặc nhắc tên họ trên sóng phát thanh. Hình thức này tính phí dựa trên số phút quảng cáo và tuỳ thời điểm, số tiền chi trả sẽ khác nhau.

## Các hình thức
1. Live Mention: Thông qua đối thoại giữa các phát thanh viên thời lượng 60s (thường nằm ngay trong chương trình). nội dung tất nhiên sẽ luôn đề cập về sản phẩm. Với ngiệpp vụ của mình, tên thương hiệu sẽ được các phát thanh viên nói đến một cách tự nhiên, ngắn gọn.
2. Radio Ads và Radio Trailer: Đây là hình thức quảng cáo bao gồm tiếng nói, âm nhạc, tiếng động,… Được dựng dựa trên một kịch bản quảng cáo, mục đích chính là quảng bá hoặc ra mắt sản phẩm mới.
3. Chuyên mục hoặc các chương trình có tài trợ:
Đây là  thời lượng trên sóng phát thanh được các doanh nghiệp, đối tác mua lại nhằm mục đích quảng bá tên tuổi, sản phẩm. Hình thức này thường dành cho các doanh nghiệp có ngân sách lớn. Với hình thức này, thương hiệu của bạn sẽ được nhắc lại nhiều lần, người nghe sẽ nhớ và khắc sâu hơn thương hiệu.